# یاتسک گموخ
یاتسک گموخ (لهستانی: Jacek Gmoch؛ زادهٔ ۱۳ ژانویهٔ ۱۹۳۹) بازیکن و مربی فوتبال اهل لهستان بود.
از باشگاه‌هایی که در آن بازی کرده‌است می‌توان به باشگاه فوتبال لگیا ورشو و باشگاه فوتبال زنیچ پروشکوف اشاره کرد.
وی همچنین در تیم ملی فوتبال لهستان بازی کرده‌است.